# Ołeksandr Romanczuk
Ołeksandr Wołodymyrowycz Romanczuk, ukr. Олександр Володимирович Романчук (ur. 21 października 1984 w Kijowie) – ukraiński piłkarz, grający na pozycji lewego obrońcy, reprezentant Ukrainy.

## Kariera piłkarska

### Kariera klubowa
Ołeksandr Romanczuk jest wychowankiem szkoły piłkarskiej Arsenał Kijów, barwy którego bronił w juniorskich mistrzostwach Ukrainy (DJuFL). Rozpoczął karierę piłkarską w 2002 w klubie Desna Czernihów. Podczas przerwy zimowej sezonu 2003/2004 przeszedł do Dynama Kijów. Zagrał tylko w jednym meczu i nie potrafił przebić się do podstawowej jedenastki, dlatego występował w drugiej drużynie Dynama. W latach 2005–2007 był wypożyczony do Arsenału Kijów i Dnipra Dniepropietrowsk. Następnie powrócił do Dynama. W sezonie 2008/09 podczas jednego z meczów jemu złamali nogę. W końcu sierpnia 2009 kolejny raz został wypożyczony do Arsenału Kijów. W czerwcu 2010 przeszedł do Metalista Charków. Na początku 2012 został wypożyczony do Wołyni Łuck. W czerwcu 2012 został wypożyczony do Tawrii Symferopol, w którym występował do końca roku. 1 marca 2013 roku został wypożyczony do Arsenału Kijów. 11 lipca 2013 Arsenał wykupił kontrakt piłkarza. Po rozformowaniu Arsenału, 27 lutego 2014 roku podpisał kontrakt z Worskłą Połtawa. Na początku stycznia 2015 klub anulował kontrakt z piłkarzem.

### Kariera reprezentacyjna
Ołeksandr Romanczuk w 2007 roku został powołany do reprezentacji Ukrainy. Wcześniej występował w reprezentacji Ukrainy U-20 na młodzieżowych Mistrzostwach Świata U-20 rozgrywanych w 2005 w Holandii.

## Sukcesy i odznaczenia

### Sukcesy klubowe
- mistrz Ukrainy: 2009

### Sukcesy reprezentacyjne
- wicemistrz Europy U-21: 2006